# Giuseppe Signori
Giuseppe Signori (výslovnost dʒuˈzɛppe siɲˈɲoːri) (17. únor 1968, Alzano Lombardo, Itálie) je bývalý italský fotbalový útočník. Se 188 góly je osmým nejlepším střelcem v nejvyšší italské lize a v Laziu se 127 góly je na třetím místě. Stal se třikrát nejlepším střelcem ligy (1992/93, 1993/94, 1995/96).

## Fotbalová kariéra
Ve 12 letech vstoupil do mládežnického sektoru Interu, rychle postupoval v kategoriích a zůstal tam až do roku 1984. Poté odešel na dva roky do Leffe, rok hrál v Piacenze, poté byl poslán na hostování do Trenta. V roce 1989 odešel za 1,5 miliard lir do druholigové Foggie, kterou trénoval Zdeněk Zeman. Za dvě sezony ve druhé lize vstřelil 26 branek a pomohl klubu k postupu do nejvyšší ligy. V první sezoně v nejvyšší lize vstřelil 11 branek a klubu pomohl k 9. místu v tabulce.
V roce 1992 jej za 8 miliard lir koupilo Lazio. Hned v první sezoně vstřelil 26 branek ze 32 utkání a stal se králem střelců. V následující sezoně si prvenství zopakoval když vstřelil 23 branek. Na sezonu 1994/95 byl povolán trenér Zdeněk Zeman. S ním se klub dostal na 2. místo v lize a Giuseppe k tomu pomohl, když vstřelil 17 branek. Králem střelců se stal ještě v sezoně 1995/96 s 24 brankami. V sezoně 1996/97 se vyměnil trenér, ale on sám branky střílel neustále. Sezonu zakončil 15 brankami. V následující sezoně přišel trenér Sven-Göran Eriksson a ten si přivedl nové útočníky a Giuseppe vysedával na lavičce náhradníků. Za šest let v klubu, odehrál celkem 195 (152 v Serii A) utkání a vstřelil 127 (107 v Serii A) branek.
V prosinci roku 1997 byl prodán do Sampdorie. Odehrál zde zbytek sezony a po sezoně odešel do Boloně. I tady střílel branky a nejlepší sezonu odehrál v ročníku 2000/01, když vstřelil 16 branek. V roce 2004 se po 176 utkání a 84 brankách, se rozhodl odejít do řeckého Iraklisu. I kvůli zranění odehrál jen sedm utkání a po jedné sezoně odešel hrál do maďarského Šoproňu, ale také tady již nenašel střelecký instinkt. Poté co již nenašel klub, který by jej zaměstnal, rozhodl se v roce 2007 že ukončí fotbalovou kariéru.

## Hráčská statistika
| Sezóna  | Klub      | Liga                | Liga   | Liga | Ligové poháry | Ligové poháry | Ligové poháry | Kontinentální poháry | Kontinentální poháry | Kontinentální poháry | Celkem | Celkem |
| Sezóna  | Klub      | Soutěž              | Zápasy | Góly | Soutěž        | Zápasy        | Góly          | Soutěž               | Zápasy               | Góly                 | Zápasy | Góly   |
| ------- | --------- | ------------------- | ------ | ---- | ------------- | ------------- | ------------- | -------------------- | -------------------- | -------------------- | ------ | ------ |
| 1984/85 | Leffe     | Serie D             | 8      | 5    | -             | 0             | 0             | -                    | 0                    | 0                    | 8      | 5      |
| 1985/86 | Leffe     | Serie C2            | 30     | 3    | -             | 0             | 0             | -                    | 0                    | 0                    | 30     | 3      |
| 1986/87 | Piacenza  | Serie C1            | 14     | 1    | IP            | 3             | 0             | -                    | 0                    | 0                    | 18     | 1      |
| 1987/88 | Trento    | Serie C1            | 31     | 3    | -             | 0             | 0             | -                    | 0                    | 0                    | 40     | 10     |
| 1988/89 | Piacenza  | Serie B             | 32     | 5    | IP            | 5             | 0             | -                    | 0                    | 0                    | 37     | 5      |
| 1989/90 | Foggia    | Serie B             | 34     | 15   | IP            | 0             | 0             | -                    | 0                    | 0                    | 34     | 15     |
| 1990/91 | Foggia    | Serie B             | 34     | 11   | IP            | 3             | 1             | -                    | 0                    | 0                    | 37     | 12     |
| 1991/92 | Foggia    | Serie A             | 32     | 11   | IP            | 2             | 0             | -                    | 0                    | 0                    | 34     | 11     |
| 1992/93 | Lazio     | Serie A             | 32     | 26   | IP            | 6             | 6             | -                    | 0                    | 0                    | 38     | 32     |
| 1993/94 | Lazio     | Serie A             | 24     | 23   | IP            | 1             | 0             | UEFA                 | 3                    | 0                    | 28     | 23     |
| 1994/95 | Lazio     | Serie A             | 27     | 17   | IP            | 5             | 4             | UEFA                 | 7                    | 0                    | 39     | 21     |
| 1995/96 | Lazio     | Serie A             | 31     | 24   | IP            | 4             | 1             | UEFA                 | 3                    | 1                    | 38     | 26     |
| 1996/97 | Lazio     | Serie A             | 32     | 15   | IP            | 4             | 0             | UEFA                 | 3                    | 0                    | 39     | 15     |
| 1997    | Lazio     | Serie A             | 6      | 2    | IP            | 4             | 6             | UEFA                 | 3                    | 2                    | 13     | 10     |
| 1997/98 | Sampdoria | Serie A             | 17     | 3    | -             | 0             | 0             | UEFA                 | 0                    | 0                    | 17     | 3      |
| 1998/99 | Bologna   | Serie A             | 28     | 15   | IP            | 5+2           | 1+1           | Int.+UEFA            | 1+10                 | 1+5                  | 46     | 23     |
| 1999/00 | Bologna   | Serie A             | 31     | 15   | IP            | 1             | 0             | UEFA                 | 6                    | 4                    | 38     | 19     |
| 2000/01 | Bologna   | Serie A             | 23     | 16   | IP            | 2             | 1             | -                    | 0                    | 0                    | 25     | 17     |
| 2001/02 | Bologna   | Serie A             | 14     | 3    | IP            | 1             | 0             | -                    | 0                    | 0                    | 15     | 3      |
| 2002/03 | Bologna   | Serie A             | 24     | 12   | IP            | 0             | 0             | Int.                 | 4                    | 4                    | 28     | 16     |
| 2003/04 | Bologna   | Serie A             | 23     | 6    | IP            | 1             | 0             | -                    | 0                    | 0                    | 24     | 6      |
| 2004/05 | Iraklis   | Superliga           | 5      | 0    | ŘP            | 2             | 1             | -                    | 0                    | 0                    | 7      | 1      |
| 2005/06 | Šoproň    | Nemzeti bajnokság I | 10     | 3    | MP            | 2             | 2             | -                    | 0                    | 0                    | 12     | 5      |
| Celkem  | Celkem    | Celkem              | 542    | 234  | -             | 54            | 24            | -                    | 40                   | 17                   | 636    | 275    |

## Reprezentační kariéra
Za reprezentaci odehrál 28 utkání a vstřelil 7 branek. První utkání odehrál ve 24 letech 31. května 1992 proti Portugalsku (0:0). První branku vstřelil ve druhém utkání 4. června 1992 proti Irsku (2:0). Byl v nominaci na MS 1994, kde hrál i na pozici záložníka. Nastoupil kromě finále do všechna utkání a domů si odvezl stříbrnou medaili. Kvůli konfliktu na šampionátu se poté již často neukazoval v národním týmu a tak poslední utkání tak odehrál 6. září 1995 proti Slovinsku (1:0).

### Statistika na velkých turnajích
| Reprezentace | Rok     | Zápasy             | Zápasy | Zápasy    | Zápasy           | Zápasy           | Zápasy       |
| Reprezentace | Rok     | Fáze turnaje       | Datum  | Soupeř    | Odehraných minut | Vstřelené branky | Výsledek     |
| ------------ | ------- | ------------------ | ------ | --------- | ---------------- | ---------------- | ------------ |
| Itálie       | MS 1994 | 1 zápas ve skupině | 18. 6. | Irsko     | 84               | 0                | 0:1          |
| Itálie       | MS 1994 | 2 zápas ve skupině | 23. 6. | Norsko    | 90               | 0                | 1:0          |
| Itálie       | MS 1994 | 3 zápas ve skupině | 28. 6. | Mexiko    | 90               | 0                | 1:1          |
| Itálie       | MS 1994 | Osmifinále         | 5. 7.  | Nigérie   | 63               | 0                | 2:1 v prodl. |
| Itálie       | MS 1994 | Čtvrtfinále        | 9. 7.  | Španělsko | 45               | 0                | 2:1          |
| Itálie       | MS 1994 | Semifinále         | 13. 7. | Bulharsko | 19               | 0                | 2:1          |

## Úspěchy

### Klubové
- 1x vítěz 2. italské ligy (1990/91)
- 1× vítěz poháru Intertoto (1998)

### Reprezentační
- 1× na MS (1994 – stříbro)

### Individuální
- 3x nejlepší střelec italské ligy (1992/93, 1993/94, 1995/96)
- 1x nejlepší hráč italské ligy (1993)